# Oedaleus senegalensis
Criquet sénégalais
Espèce
Synonymes
- Pachytylus senegalensis Krauss, 1877
- Ctypohippus arenivolans Butler, 1881
- Pachytylus mlokoziewiztcki  Bolívar, 1884
- Oedaleus senegalensis dimidiatus Bolívar, 1889

Oedaleus senegalensis, le criquet sénégalais, est une espèce d'insectes orthoptères de la famille des Acrididae.
C'est un sauteriau.

## Distribution
Cette espèce se rencontre de l'Afrique de l'Ouest à l'Inde.

## Galerie

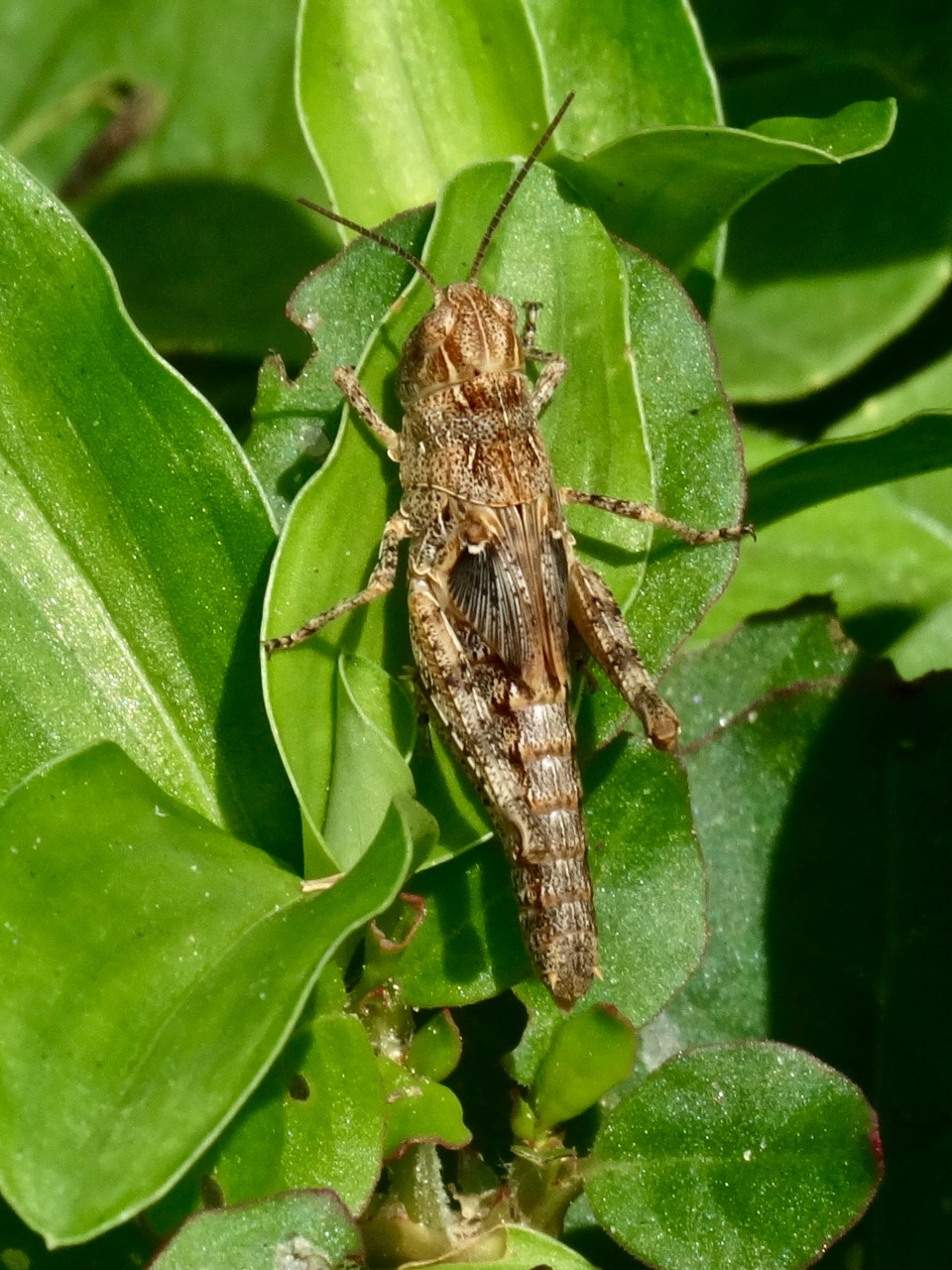
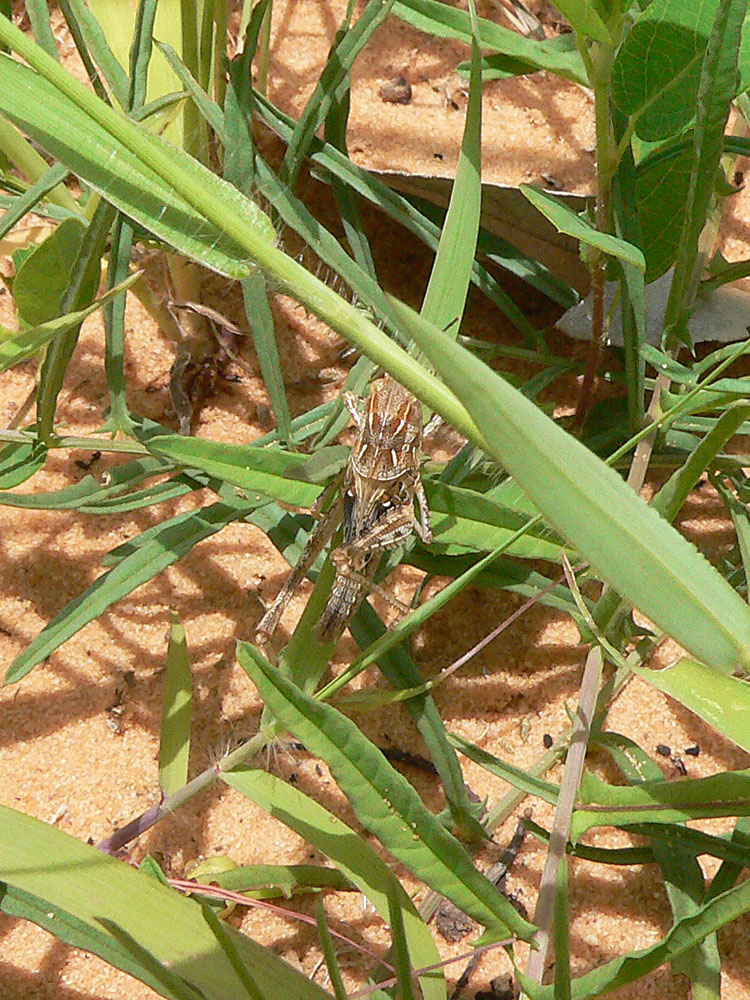
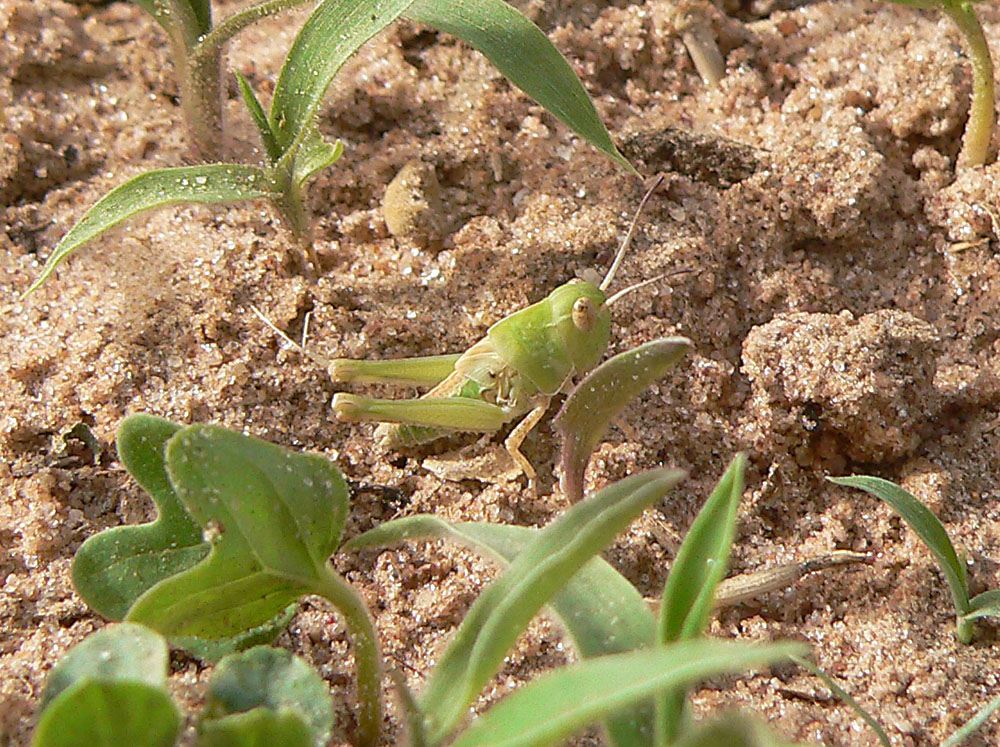
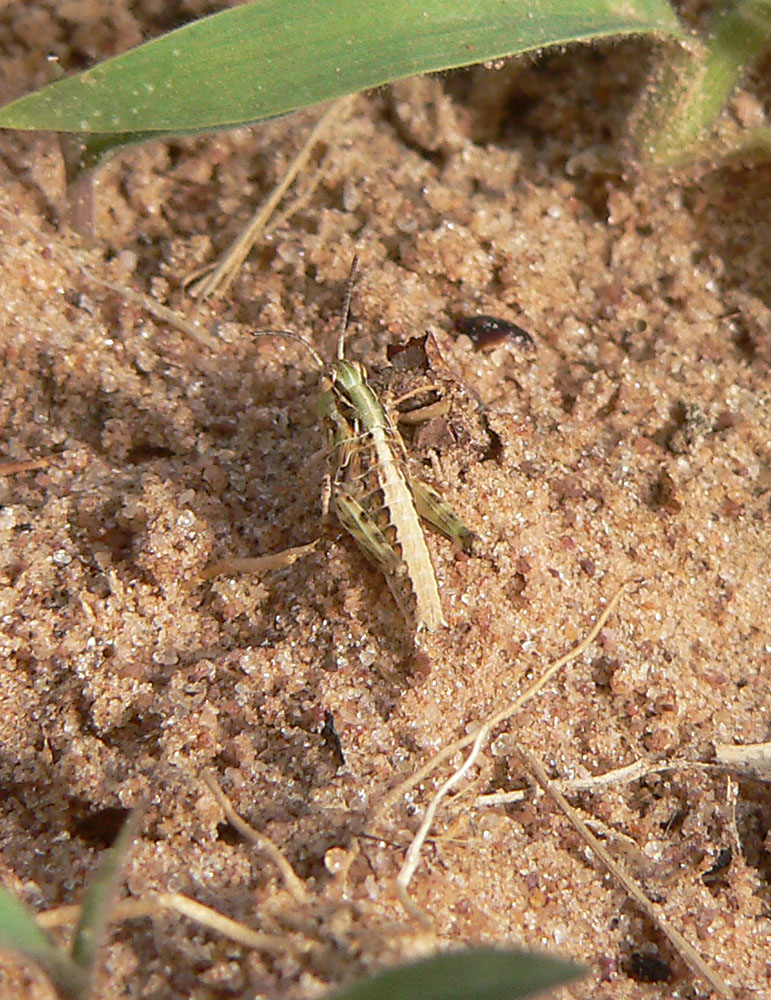

## Publication originale
- (de) Krauss, 1877 : Orthopteres vom Senegal, gesammelt von Dr. Franz Steinduchner. Sitzungsberichte der Österreichischen Akademie der Wissenschaften. Mathematisch-Naturwissenschaftliche Klasse (Abt. 1). vol. 76, no 1, p. 29-63.